# Cyriak
Cyriak Harris és un animador autònom del Regne Unit més conegut pel seu primer nom Cyriak, i el seu nom d'usuari en B3ta és Mutated Monty. Fa animacions curtes de tipus surrealista a Youtube.
És un contribuïdor habitual a la web britànica B3ta des de 2004, Cyriak mostra un estil d'animació surrealista i estrany amb temes britànics.
Va ser entrevistat per la BBC